# 2004年のNFLドラフト
2004年のNFLドラフトは69回目のNFLドラフト。2004年4月24日から25日までの2日間ニューヨークのマディソン・スクエア・ガーデンで開催された。
ドラフト指名順は、2003年のレギュラーシーズンの成績が悪かったチームから完全ウェーバー制で行われ、サンディエゴ・チャージャーズは全体1位でミシシッピ大学のQBイーライ・マニングを指名した。しかしマニングはチャージャーズへの入団を拒否、ニューヨーク・ジャイアンツがドラフト全体4位で指名したフィリップ・リバースなどとのトレードでジャイアンツと契約を結んだ。ジャイアンツはこのトレードで2004年のドラフト3巡指名権、2005年のドラフト1巡指名権をチャージャーズへトレードした。
全米ではNFLネットワークとESPNによって放送された。

## 指名選手
指名された255人のポジションごとの人数は次のとおりである。
- 48 ディフェンシブバック
- 32 ワイドレシーバー
- 28 ラインバッカー
- 26 オフェンシブタックル
- 24 ディフェンシブエンド
- 22 ディフェンシブタックル
- 17 クォーターバック
- 16 タイトエンド
- 14 ランニングバック
- 9 センター
- 8 オフェンシブガード
- 4 フルバック
- 3 プレースキッカー
- 3 パンター
- 1 ノーズタックル

指名順位の数字の後の*は、FAで失った選手に対して自動的に計算し与えられる32の補償ドラフトを示す。

### 1巡指名選手
| 指名順位 | チーム                             | 選手名                     | ポジション | 出身大学                 |
| 1        | サンディエゴ・チャージャーズ       | イーライ・マニング         | QB         | ミシシッピ大学           |
| 2        | オークランド・レイダース           | ロバート・ギャラリー       | OT         | アイオワ大学             |
| 3        | アリゾナ・カージナルス             | ラリー・フィッツジェラルド | WR         | ピッツバーグ大学         |
| 4        | ニューヨーク・ジャイアンツ         | フィリップ・リバース       | QB         | ノースカロライナ州立大学 |
| 5        | ワシントン・レッドスキンズ         | ショーン・テイラー         | S          | マイアミ大学             |
| 6        | クリーブランド・ブラウンズ         | ケレン・ウィンズロー2世    | TE         | マイアミ大学             |
| 7        | デトロイト・ライオンズ             | ロイ・ウィリアムズ         | WR         | テキサス大学             |
| 8        | アトランタ・ファルコンズ           | ディアンジェロ・ホール     | CB         | バージニア工科大学       |
| 9        | ジャクソンビル・ジャガーズ         | レジー・ウィリアムズ       | WR         | ワシントン大学           |
| 10       | ヒューストン・テキサンズ           | デュンタ・ロビンソン       | CB         | サウスカロライナ大学     |
| 11       | ピッツバーグ・スティーラーズ       | ベン・ロスリスバーガー     | QB         | マイアミ大学             |
| 12       | ニューヨーク・ジェッツ             | ジョナサン・ヴィルマ       | LB         | マイアミ大学             |
| 13       | バッファロー・ビルズ               | リー・エバンス             | WR         | ウィスコンシン大学       |
| 14       | シカゴ・ベアーズ                   | トミー・ハリス             | DT         | オクラホマ大学           |
| 15       | タンパベイ・バッカニアーズ         | マイケル・クレイトン       | WR         | LSU                      |
| 16       | フィラデルフィア・イーグルス       | ショーン・アンドリュース   | OG         | アーカンソー大学         |
| 17       | デンバー・ブロンコス               | D・J・ウィリアムズ         | LB         | マイアミ大学             |
| 18       | ニューオーリンズ・セインツ         | ウィル・スミス             | DE         | オハイオ州立大学         |
| 19       | マイアミ・ドルフィンズ             | バーノン・ケアリー         | OT         | マイアミ大学             |
| 20       | ミネソタ・バイキングス             | ケネチ・ウディーゼ         | DE         | USC                      |
| 21       | ニューイングランド・ペイトリオッツ | ヴィンス・ウィルフォーク   | NT         | マイアミ大学             |
| 22       | バッファロー・ビルズ               | J・P・ロスマン             | QB         | テューレーン大学         |
| 23       | シアトル・シーホークス             | マーカス・タブス           | DT         | テキサス大学             |
| 24       | セントルイス・ラムズ               | スティーブン・ジャクソン   | RB         | オレゴン州立大学         |
| 25       | グリーンベイ・パッカーズ           | アーマド・キャロル         | CB         | アーカンソー大学         |
| 26       | シンシナティ・ベンガルズ           | クリス・ペリー             | RB         | ミシガン大学             |
| 27       | ヒューストン・テキサンズ           | ジェイソン・バビン         | DE         | 西ミシガン大学           |
| 28       | カロライナ・パンサーズ             | クリス・ギャンブル         | CB         | オハイオ州立大学         |
| 29       | アトランタ・ファルコンズ           | マイケル・ジェンキンス     | WR         | オハイオ州立大学         |
| 30       | デトロイト・ライオンズ             | ケビン・ジョーンズ         | RB         | バージニア工科大学       |
| 31       | サンフランシスコ・49ers            | ラショーン・ウッズ         | WR         | オクラホマ州立大学       |
| 32       | ニューイングランド・ペイトリオッツ | ベンジャミン・ワトソン     | TE         | ジョージア大学           |

### 2巡指名選手
| 指名順位 | チーム                             | 選手名                                                           | ポジション                                                       | 出身大学                                                         |                                                                  |
|          | ヒューストン・テキサンズ           | テキサンズが前年の追加ドラフトで指名を行ったため指名権を失った。 | テキサンズが前年の追加ドラフトで指名を行ったため指名権を失った。 | テキサンズが前年の追加ドラフトで指名を行ったため指名権を失った。 | テキサンズが前年の追加ドラフトで指名を行ったため指名権を失った。 |
| 33       | アリゾナ・カージナルス             | カルロス・ダンスビー                                             | LB                                                               | オーバーン大学                                                   |                                                                  |
| 34       | ニューヨーク・ジャイアンツ         | クリス・スニー                                                   | OG                                                               | ボストンカレッジ                                                 |                                                                  |
| 35       | サンディエゴ・チャージャーズ       | イゴー・オルシャンスキー                                         | DT                                                               | オレゴン大学                                                     |                                                                  |
| 36       | カンザスシティ・チーフス           | ジュニア・シーアビー                                             | DT                                                               | オレゴン大学                                                     |                                                                  |
| 37       | デトロイト・ライオンズ             | テディ・レーマン                                                 | LB                                                               | オクラホマ大学                                                   |                                                                  |
| 38       | ピッツバーグ・スティーラーズ       | リカルド・コルクロー                                             | CB                                                               | タスカラム大学                                                   |                                                                  |
| 39       | ジャクソンビル・ジャガーズ         | ダリル・スミス                                                   | LB                                                               | ジョージア工科大学                                               |                                                                  |
| 40       | テネシー・タイタンズ               | ベン・トロープ                                                   | TE                                                               | フロリダ大学                                                     |                                                                  |
| 41       | デンバー・ブロンコス               | タトゥム・ベル                                                   | RB                                                               | オクラホマ州立大学                                               |                                                                  |
| 42       | テネシー・タイタンズ               | トラビス・ラボーイ                                               | DE                                                               | ハワイ大学                                                       |                                                                  |
| 43       | ダラス・カウボーイズ               | ジュリアス・ジョーンズ                                           | RB                                                               | ノートルダム大学                                                 |                                                                  |
| 44       | インディアナポリス・コルツ         | ボブ・サンダース                                                 | SS                                                               | アイオワ大学                                                     |                                                                  |
| 45       | オークランド・レイダース           | ジェイク・グローブ                                               | C                                                                | バージニア工科大学                                               |                                                                  |
| 46       | サンフランシスコ・49ers            | ジャスティン・スマイリー                                         | OG                                                               | アラバマ大学                                                     |                                                                  |
| 47       | シカゴ・ベアーズ                   | タンク・ジョンソン                                               | DT                                                               | ワシントン大学                                                   |                                                                  |
| 48       | ミネソタ・バイキングス             | ドンタリアス・トーマス                                           | LB                                                               | オーバーン大学                                                   |                                                                  |
| 49       | シンシナティ・ベンガルズ           | ケイワン・ラトリフ                                               | CB                                                               | フロリダ大学                                                     |                                                                  |
| 50       | ニューオーリンズ・セインツ         | デバリー・ヘンダーソン                                           | WR                                                               | LSU                                                              |                                                                  |
| 51       | ボルチモア・レイブンズ             | ドワン・エドワーズ                                               | DT                                                               | オレゴン州立大学                                                 |                                                                  |
| 52       | ダラス・カウボーイズ               | ジェイコブ・ロジャース                                           | OT                                                               | USC                                                              |                                                                  |
| 53       | シアトル・シーホークス             | マイケル・ボールウェア                                           | SS                                                               | フロリダ州立大学                                                 |                                                                  |
| 54       | デンバー・ブロンコス               | ダリアス・ワッツ                                                 | WR                                                               | マーシャル大学                                                   |                                                                  |
| 55       | ジャクソンビル・ジャガーズ         | グレッグ・ジョーンズ                                             | RB                                                               | フロリダ州立大学                                                 |                                                                  |
| 56       | シンシナティ・ベンガルズ           | マデュー・ウィリアムズ                                           | FS                                                               | メリーランド大学                                                 |                                                                  |
| 57       | テネシー・タイタンズ               | アントワン・オドム                                               | DE                                                               | アラバマ大学                                                     |                                                                  |
| 58       | サンフランシスコ・49ers            | ショーンテー・スペンサー                                         | CB                                                               | ピッツバーグ大学                                                 |                                                                  |
| 59       | クリーブランド・ブラウンズ         | ショーン・ジョーンズ                                             | FS                                                               | ジョージア大学                                                   |                                                                  |
| 60       | ニューオーリンズ・セインツ         | コートニー・ワトソン                                             | LB                                                               | ノートルダム大学                                                 |                                                                  |
| 61       | カンザスシティ・チーフス           | クリス・ウィルソン                                               | TE                                                               | ピッツバーグ大学                                                 |                                                                  |
| 62       | カロライナ・パンサーズ             | キアリー・コルバート                                             | WR                                                               | USC                                                              |                                                                  |
| 63       | ニューイングランド・ペイトリオッツ | マーキース・ヒル                                                 | DE                                                               | LSU                                                              |                                                                  |

### 3巡指名選手
| 指名順位 | チーム                             | 選手名                       | ポジション | 出身大学                 |
| 64       | アリゾナ・カージナルス             | ダーネル・ドケット           | DT         | フロリダ州立大学         |
| 65       | サンディエゴ・チャージャーズ       | ネイト・キーディング         | K          | アイオワ大学             |
| 66       | サンディエゴ・チャージャーズ       | ニック・ハードウィック       | C          | パデュー大学             |
| 67       | オークランド・レイダース           | スチュアート・シュバイガート | FS         | パデュー大学             |
| 68       | インディアナポリス・コルツ         | ベン・ハートソック           | TE         | オハイオ州立大学         |
| 69       | インディアナポリス・コルツ         | ギルバート・ガードナー       | LB         | パデュー大学             |
| 70       | グリーンベイ・パッカーズ           | ジョーイ・トーマス           | CB         | モンタナ州立大学         |
| 71       | テネシー・タイタンズ               | ランディ・スタークス         | DT         | メリーランド大学         |
| 72       | グリーンベイ・パッカーズ           | ドネル・ワシントン           | DT         | クレムソン大学           |
| 73       | デトロイト・ライオンズ             | キース・スミス               | CB         | マクニース州立大学       |
| 74       | バッファロー・ビルズ               | ティム・アンダーソン         | DT         | オハイオ州立大学         |
| 75       | ピッツバーグ・スティーラーズ       | マックス・スタークス         | OT         | フロリダ大学             |
| 76       | ニューヨーク・ジェッツ             | デリック・ストレート         | CB         | オクラホマ大学           |
| 77       | サンフランシスコ・49ers            | デリック・ハミルトン         | WR         | クレムソン大学           |
| 78       | シカゴ・ベアーズ                   | バーナード・ベリアン         | WR         | フレズノ州立大学         |
| 79       | タンパベイ・バッカニアーズ         | マーキス・クーパー           | LB         | ワシントン大学           |
| 80       | シンシナティ・ベンガルズ           | ケイレブ・ミラー             | LB         | アーカンソー大学         |
| 81       | ワシントン・レッドスキンズ         | クリス・クーリー             | TE         | ユタ州立大学             |
| 82       | ボルチモア・レイブンズ             | デバード・ダーリン           | WR         | ワシントン州立大学       |
| 83       | ダラス・カウボーイズ               | スティーブン・ピーターマン   | OG         | LSU                      |
| 84       | シアトル・シーホークス             | ショーン・ロックリア         | OG         | ノースカロライナ州立大学 |
| 85       | デンバー・ブロンコス               | ジェレミー・レスアー         | CB         | ミシガン大学             |
| 86       | ジャクソンビル・ジャガーズ         | ジョージ・コルドバ           | LB         | ネバダ大学               |
| 87       | グリーンベイ・パッカーズ           | B・J・サンダー               | P          | オハイオ州立大学         |
| 88       | ミネソタ・バイキングス             | ダリオン・スコット           | DE         | オハイオ州立大学         |
| 89       | フィラデルフィア・イーグルス       | マット・ウェア               | FS         | UCLA                     |
| 90       | アトランタ・ファルコンズ           | マット・ショーブ             | QB         | バージニア大学           |
| 91       | セントルイス・ラムズ               | アンソニー・ハーグローブ     | DE         | ジョージア工科大学       |
| 92       | テネシー・タイタンズ               | リッチ・ガードナー           | CB         | ペンシルベニア州立大学   |
| 93       | カンザスシティ・チーフス           | キャロン・フォックス         | LB         | ジョージア工科大学       |
| 94       | カロライナ・パンサーズ             | トラベル・ワートン           | OT         | サウスカロライナ大学     |
| 95       | ニューイングランド・ペイトリオッツ | ガス・スコット               | SS         | フロリダ大学             |
| 96*      | シンシナティ・ベンガルズ           | ランドン・ジョンソン         | LB         | パデュー大学             |

### 4巡指名選手
| 指名順位 | チーム                             | 選手名                     | ポジション | 出身大学                 |
| 97       | ニューヨーク・ジャイアンツ         | レジー・トーバー           | DE         | オーバーン大学           |
| 98       | サンディエゴ・チャージャーズ       | ショーン・フィリップス     | DE         | パデュー大学             |
| 99       | オークランド・レイダース           | カルロス・フランシス       | WR         | テキサス工科大学         |
| 100      | アリゾナ・カージナルス             | アレックス・ステパノビッチ | C          | オハイオ州立大学         |
| 101      | アトランタ・ファルコンズ           | デモリオ・ウィリアムズ     | LB         | ネブラスカ大学           |
| 102      | マイアミ・ドルフィンズ             | ウィル・プール             | CB         | USC                      |
| 103      | テネシー・タイタンズ               | ボー・ショベル             | DE         | TCU                      |
| 104      | サンフランシスコ・49ers            | アイザック・ソポアガ       | DT         | ハワイ大学               |
| 105      | カンザスシティ・チーフス           | サミー・パーカー           | WR         | オレゴン大学             |
| 106      | クリーブランド・ブラウンズ         | ルーク・マカウン           | QB         | ルイジアナ工科大学       |
| 107      | インディアナポリス・コルツ         | ケンダイル・ポープ         | LB         | フロリダ州立大学         |
| 108      | ニューヨーク・ジェッツ             | ジェリコ・コッチェリー     | WR         | ノースカロライナ州立大学 |
| 109      | バッファロー・ビルズ               | ティム・ユーハス           | TE         | オレゴン州立大学         |
| 110      | シカゴ・ベアーズ                   | ネイサン・バシャー         | CB         | テキサス大学             |
| 111      | タンパベイ・バッカニアーズ         | ウィル・アレン             | FS         | オハイオ州立大学         |
| 112      | シカゴ・ベアーズ                   | レオン・ジョー             | LB         | メリーランド大学         |
| 113      | ニューイングランド・ペイトリオッツ | デクスター・リード         | FS         | ノースカロライナ大学     |
| 114      | シンシナティ・ベンガルズ           | マシアス・アスキュー       | DT         | ミシガン州立大学         |
| 115      | ミネソタ・バイキングス             | ナット・ドーシー           | OT         | ジョージア工科大学       |
| 116      | シアトル・シーホークス             | ニコ・コウトウヴィデス     | LB         | パデュー大学             |
| 117      | シンシナティ・ベンガルズ           | ロバート・ギャザース       | DE         | ジョージア大学           |
| 118      | ジャクソンビル・ジャガーズ         | アンソニー・マドックス     | DT         | デルタ州立大学           |
| 119      | ミネソタ・バイキングス             | メウェルド・ムーア         | RB         | テュレーン大学           |
| 120      | ジャクソンビル・ジャガーズ         | アーネスト・ウィルフォード | WR         | バージニア工科大学       |
| 121      | ダラス・カウボーイズ               | ブルース・ソーントン       | CB         | ジョージア大学           |
| 122      | ヒューストン・テキサンズ           | グレン・アール             | SS         | ノートルダム大学         |
| 123      | シンシナティ・ベンガルズ           | ステイシー・アンドリュース | OT         | ミシシッピ大学           |
| 124      | テネシー・タイタンズ               | マイケル・ワデル           | CB         | ノースカロライナ大学     |
| 125      | インディアナポリス・コルツ         | ジェイソン・デビッド       | CB         | ワシントン州立大学       |
| 126      | カンザスシティ・チーフス           | ジャレッド・アレン         | DE         | アイダホ州立大学         |
| 127      | サンフランシスコ・49ers            | リチャード・シーグラー     | LB         | オレゴン州立大学         |
| 128      | ニューイングランド・ペイトリオッツ | セドリック・コブス         | RB         | アーカンソー大学         |
| 129*     | フィラデルフィア・イーグルス       | J・R・リード               | FS         | サウスフロリダ大学       |
| 130*     | セントルイス・ラムズ               | ブランドン・チラー         | LB         | UCLA                     |
| 131*     | フィラデルフィア・イーグルス       | トリー・ダリレク           | OG         | テキサス大学エルパソ校   |
| 132*     | ニューヨーク・ジェッツ             | エイドリアン・ジョーンズ   | OT         | カンザス大学             |

### 5巡指名選手
| 指名順位 | チーム                             | 選手名               | ポジション | 出身大学                   |
| 133      | サンディエゴ・チャージャーズ       | デイブ・ボール       | DE         | UCLA                       |
| 134      | オークランド・レイダース           | ジョニー・モラント   | WR         | シラキュース大学           |
| 135      | アリゾナ・カージナルス             | アントニオ・スミス   | DE         | オクラホマ州立大学         |
| 136      | ニューヨーク・ジャイアンツ         | ジブリル・ウィルソン | S          | テネシー大学               |
| 137      | ジャクソンビル・ジャガーズ         | ジョシュ・スコビー   | K          | ルイジアナ工科大学         |
| 138      | テネシー・タイタンズ               | ジェイコブ・ベル     | OG         | マイアミ大学               |
| 139      | ニューオーリンズ・セインツ         | ロドニー・ライル     | DT         | UCLA                       |
| 140      | デトロイト・ライオンズ             | アレックス・ルイス   | LB         | ウィスコンシン大学         |
| 141      | インディアナポリス・コルツ         | ジェイク・スコット   | OG         | アイダホ大学               |
| 142      | アトランタ・ファルコンズ           | チャド・ラバレイス   | DT         | LSU                        |
| 143      | ニューヨーク・ジェッツ             | エリック・コールマン | S          | ワシントン州立大学         |
| 144      | ダラス・カウボーイズ               | ショーン・ライアン   | TE         | ボストンカレッジ           |
| 145      | ピッツバーグ・スティーラーズ       | ナサニエル・アディビ | LB         | バージニア工科大学         |
| 146      | タンパベイ・バッカニアーズ         | ジェブ・テリー       | OG         | ノースカロライナ大学       |
| 147      | シカゴ・ベアーズ                   | クロード・ハリオット | DE         | ピッツバーグ大学           |
| 148      | シカゴ・ベアーズ                   | クレイグ・クレンゼル | QB         | オハイオ州立大学           |
| 149      | シンシナティ・ベンガルズ           | モーリス・マン       | WR         | ネバダ大学                 |
| 150      | ジャクソンビル・ジャガーズ         | クリス・トンプソン   | CB         | ニコルズ州立大学           |
| 151      | ワシントン・レッドスキンズ         | マーク・ウィルソン   | OT         | カリフォルニア大学         |
| 152      | デンバー・ブロンコス               | ジェフ・ショート     | CB         | サンディエゴ州立大学       |
| 153      | ボルチモア・レイブンズ             | ロデリック・グリーン | DE         | セントラルミズーリ州立大学 |
| 154      | サンディエゴ・チャージャーズ       | マイケル・ターナー   | RB         | 北イリノイ大学             |
| 155      | ミネソタ・バイキングス             | ロッド・デービス     | LB         | サザンミシシッピ大学       |
| 156      | ニューオーリンズ・セインツ         | マイク・カーニー     | FB         | アリゾナ州立大学           |
| 157      | シアトル・シーホークス             | D・J・ハケット       | WR         | コロラド大学               |
| 158      | セントルイス・ラムズ               | ジェイソン・シバース | S          | アリゾナ州立大学           |
| 159      | ジャクソンビル・ジャガーズ         | ショーン・バビン     | OT         | イリノイ大学               |
| 160      | マイアミ・ドルフィンズ             | トニー・ブア         | S          | アーカンソー大学           |
| 161      | クリーブランド・ブラウンズ         | アモン・ゴードン     | DT         | スタンフォード大学         |
| 162      | フィラデルフィア・イーグルス       | トーマス・タペー     | FB         | ミネソタ大学               |
| 163*     | カロライナ・パンサーズ             | ドリュー・カーター   | WR         | オハイオ州立大学           |
| 164*     | ニューイングランド・ペイトリオッツ | P・K・サム           | WR         | フロリダ州立大学           |
| 165*     | テネシー・タイタンズ               | ロブ・レイノルズ     | LB         | オハイオ州立大学           |

### 6巡指名選手
| 指名順位 | チーム                       | 選手名                     | ポジション | 出身大学                     |
| 166      | オークランド・レイダース     | ショーン・ジョンソン       | DE         | デラウェア大学               |
| 167      | アリゾナ・カージナルス       | ニック・レッキー           | C          | カンザス州立大学             |
| 168      | ニューヨーク・ジャイアンツ   | ジャマー・テイラー         | WR         | テキサスA&M大学              |
| 169      | サンディエゴ・チャージャーズ | ライアン・クロース         | TE         | ネブラスカ大学オマハ校       |
| 170      | ヒューストン・テキサンズ     | ボンテズ・ダフ             | CB         | ノートルダム大学             |
| 171      | デンバー・ブロンコス         | トライアンドス・ルーク     | WR         | パデュー大学                 |
| 172      | デトロイト・ライオンズ       | ケリー・バトラー           | OT         | ミシシッピ大学               |
| 173      | インディアナポリス・コルツ   | ボン・ハッチンズ           | CB         | ミシシッピ大学               |
| 174      | マイアミ・ドルフィンズ       | レックス・ハドノット       | OG         | ヒューストン大学             |
| 175      | ヒューストン・テキサンズ     | ジャマール・ロード         | RB         | ネブラスカ大学               |
| 176      | クリーブランド・ブラウンズ   | カーク・チェンバース       | OT         | スタンフォード大学           |
| 177      | ピッツバーグ・スティーラーズ | ボー・レイシー             | OT         | アーカンソー大学             |
| 178      | ニューヨーク・ジェッツ       | マルコ・カブカ             | OT         | サクラメント州立大学         |
| 179      | グリーンベイ・パッカーズ     | コーリー・ウィリアムズ     | DT         | アーカンソー州立大学         |
| 180      | ワシントン・レッドスキンズ   | ジム・モリナロ             | OT         | ノートルダム大学             |
| 181      | タンパベイ・バッカニアーズ   | ネイト・ローリー           | TE         | イェール大学                 |
| 182      | オークランド・レイダース     | コーディー・スペンサー     | LB         | 北テキサス大学               |
| 183      | シンシナティ・ベンガルズ     | グレッグ・ブルックス       | CB         | サウスミシシッピ大学         |
| 184      | ミネソタ・バイキングス       | ディーントリー・アイランド | S          | サウスカロライナ大学         |
| 185      | フィラデルフィア・イーグルス | アンディ・ホール           | QB         | デラウェア大学               |
| 186      | アトランタ・ファルコンズ     | エトリック・プルイット     | S          | サザンミシシッピ大学         |
| 187      | ボルチモア・レイブンズ       | ジョシュ・ハリス           | QB         | ボーリング・グリーン州立大学 |
| 188      | サンフランシスコ・49ers      | アンディ・リー             | P          | ピッツバーグ大学             |
| 189      | シアトル・シーホークス       | クレイグ・テリル           | DT         | パデュー大学                 |
| 190      | デンバー・ブロンコス         | ジョシュ・スウェル         | C          | ネブラスカ大学               |
| 191      | テネシー・タイタンズ         | トロイ・フレミング         | FB         | テネシー大学                 |
| 192      | フィラデルフィア・イーグルス | デクスター・ウィン         | CB         | コロラド州立大学             |
| 193      | インディアナポリス・コルツ   | ジム・ソルジ               | QB         | ウィスコンシン大学           |
| 194      | ピッツバーグ・スティーラーズ | マット・クランチク         | TE         | ペンシルベニア州立大学       |
| 195      | カンザスシティ・チーフス     | ジェリス・マッキンタイア   | WR         | オーバーン大学               |
| 196      | カロライナ・パンサーズ       | ショーン・タフツ           | LB         | コロラド大学                 |
| 197      | ピッツバーグ・スティーラーズ | ドリュー・ケイラー         | C          | スタンフォード大学           |
| 198*     | サンフランシスコ・49ers      | キース・ルイス             | S          | オレゴン大学                 |
| 199*     | ボルチモア・レイブンズ       | クラレンス・ムーア         | WR         | 北アリゾナ大学               |
| 200*     | ヒューストン・テキサンズ     | チャーリー・アンダーソン   | LB         | ミシシッピ大学               |
| 201*     | セントルイス・ラムズ         | ジェフ・スモーカー         | QB         | ミシガン州立大学             |

### 7巡指名選手
| 指名順位 | チーム                             | 選手名                         | ポジション | 出身大学                           |
| 202      | アリゾナ・カージナルス             | ジョン・ナバル                 | QB         | ミシガン大学                       |
| 203      | ニューヨーク・ジャイアンツ         | ドリュー・ストロイニー         | OT         | デューク大学                       |
| 204      | サンディエゴ・チャージャーズ       | ライオン・ビンガム             | DT         | ネブラスカ大学                     |
| 205      | ダラス・カウボーイズ               | ネイト・ジョーンズ             | CB         | ラトガース大学                     |
| 206      | タンパベイ・バッカニアーズ         | マーク・ジョーンズ             | WR         | テネシー大学                       |
| 207      | バッファロー・ビルズ               | ダイラン・マクファーランド     | OT         | モンタナ大学                       |
| 208      | クリーブランド・ブラウンズ         | アディムチノベ・エチェマヌドゥ | RB         | カリフォルニア大学                 |
| 209      | サンディエゴ・チャージャーズ       | シェーン・オリベア             | OT         | オハイオ州立大学                   |
| 210      | ヒューストン・テキサンズ           | ラヒーム・オーア               | LB         | ラトガース大学                     |
| 211      | ヒューストン・テキサンズ           | スローン・トーマス             | WR         | テキサス大学                       |
| 212      | ピッツバーグ・スティーラーズ       | エリック・テイラー             | DE         | メンフィス大学                     |
| 213      | ニューヨーク・ジェッツ             | ダレン・マクローバー           | LB         | マイアミ大学                       |
| 214      | バッファロー・ビルズ               | ジョナサン・スミス             | WR         | ジョージア工科大学                 |
| 215      | シカゴ・ベアーズ                   | アルフォンゾ・マーシャル       | LB         | マイアミ大学                       |
| 216      | ダラス・カウボーイズ               | パトリック・クレイトン         | WR         | ノースウェスタンオクラホマ州立大学 |
| 217      | サンフランシスコ・49ers            | コーディー・ピケット           | QB         | ワシントン大学                     |
| 218      | シンシナティ・ベンガルズ           | ケイシー・ブラムレット         | QB         | ワイオミング大学                   |
| 219      | アトランタ・ファルコンズ           | クインシー・ウィルソン         | RB         | ウェストバージニア大学             |
| 220      | ミネソタ・バイキングス             | ジェフ・ダガン                 | TE         | メリーランド大学                   |
| 221      | マイアミ・ドルフィンズ             | トニー・ペイプ                 | OT         | ミシガン大学                       |
| 222      | マイアミ・ドルフィンズ             | デリック・ポープ               | LB         | アラバマ大学                       |
| 223      | ダラス・カウボーイズ               | ジャック・リーブス             | CB         | パデュー大学                       |
| 224      | シアトル・シーホークス             | ドニー・ジョーンズ             | P          | LSU                                |
| 225      | デンバー・ブロンコス               | マット・モーク                 | QB         | LSU                                |
| 226      | サンフランシスコ・49ers            | クリスチャン・フェララ         | DT         | シラキュース大学                   |
| 227      | フィラデルフィア・イーグルス       | エイドリアン・クラーク         | OG         | オハイオ州立大学                   |
| 228      | タンパベイ・バッカニアーズ         | ケイシー・クラマー             | FB         | ダートマス大学                     |
| 229*     | インディアナポリス・コルツ         | デビッド・キンボール           | K          | ペンシルベニア州立大学             |
| 230*     | テネシー・タイタンズ               | ジャレッド・クロース           | DT         | アイオワ大学                       |
| 231*     | カンザスシティ・チーフス           | ケビン・サンプソン             | OT         | シラキュース大学                   |
| 232*     | カロライナ・パンサーズ             | マイケル・ゲインズ             | TE         | セントラルフロリダ大学             |
| 233*     | ニューイングランド・ペイトリオッツ | クリスチャン・モートン         | CB         | イリノイ大学                       |
| 234*     | ニューヨーク・ジェッツ             | トレバー・ジョンソン           | DE         | ネブラスカ大学                     |
| 235*     | ニューヨーク・ジェッツ             | デリック・ウォード             | RB         | オタワ大学                         |
| 236*     | ニューヨーク・ジェッツ             | ラシャド・ワシントン           | SS         | カンザス州立大学                   |
| 237*     | セントルイス・ラムズ               | エリック・ジェンセン           | TE         | アイオワ大学                       |
| 238*     | セントルイス・ラムズ               | ラリー・ターナー               | OG         | 東ケンタッキー大学                 |
| 239*     | テネシー・タイタンズ               | ユージン・アマノ               | C          | サウスイースト・ミズーリ州立大学   |
| 240*     | ニューオーリンズ・セインツ         | コルビー・ボックウォルト       | LB         | BYU                                |
| 241*     | テネシー・タイタンズ               | ショーン・マクヒュー           | TE         | ペンシルベニア州立大学             |
| 242*     | フィラデルフィア・イーグルス       | ブルース・ペリー               | RB         | メリーランド大学                   |
| 243*     | フィラデルフィア・イーグルス       | ドミニク・フリオ               | C          | UNLV                               |
| 244*     | ボルチモア・レイブンズ             | デレック・アブニー             | WR         | ケンタッキー大学                   |
| 245*     | オークランド・レイダース           | コートニー・アンダーソン       | TE         | サンノゼ州立大学                   |
| 246*     | ボルチモア・レイブンズ             | ブライアン・リンプ             | OG         | 東カロライナ大学                   |
| 247*     | デンバー・ブロンコス               | ブランドン・マイリー           | FB         | ピッツバーグ大学                   |
| 248*     | ヒューストン・テキサンズ           | B・J・サイモンズ               | QB         | テキサス工科大学                   |
| 249*     | ジャクソンビル・ジャガーズ         | ボビー・マクレイ               | DE         | フロリダ大学                       |
| 250*     | デンバー・ブロンコス               | ブラッドリー・バンペルト       | QB         | コロラド州立大学                   |
| 251*     | グリーンベイ・パッカーズ           | スコット・ウェルズ             | OG         | テネシー大学                       |
| 252*     | タンパベイ・バッカニアーズ         | レニー・ウィリアムズ           | CB         | サザン大学                         |
| 253*     | ニューヨーク・ジャイアンツ         | アイザック・ヒルトン           | DE         | ハンプトン大学                     |
| 254*     | サンディエゴ・チャージャーズ       | カルロス・ジョセフ             | OT         | マイアミ大学                       |
| 255*     | オークランド・レイダース           | アンドリュー・サマーセル       | LB         | コロラド州立大学                   |

### ドラフト外入団の主な選手
| チーム                       | 選手名                 | ポジション | 出身大学               |
| ボルチモア・レイブンズ       | ドン・マールバック     | LS         | テキサスA&M大学        |
| バッファロー・ビルズ         | ジェイソン・ピータース | OT         | アーカンソー大学       |
| デンバー・ブロンコス         | タイソン・クレイボ     | OT         | ウェイクフォレスト大学 |
| グリーンベイ・パッカーズ     | ボンタ・リーチ         | FB         | 東カロライナ大学       |
| カンザスシティ・チーフス     | ライアン・リジャ       | OG         | カンザス州立大学       |
| カンザスシティ・チーフス     | ベニー・サップ         | CB         | 北アイオワ大学         |
| ピッツバーグ・スティーラーズ | ウィリー・パーカー     | RB         | ノースカロライナ大学   |
| サンディエゴ・チャージャーズ | マルコム・フロイド     | WR         | ワイオミング大学       |
| サンディエゴ・チャージャーズ | ウェス・ウェルカー     | WR         | テキサス工科大学       |
| サンディエゴ・チャージャーズ | マイク・アダムス       | S          | デラウェア大学         |